# 大阪大学豊中キャンパス
座標: 北緯34度48分22秒 東経135度27分15秒 / 北緯34.80621度 東経135.45411度

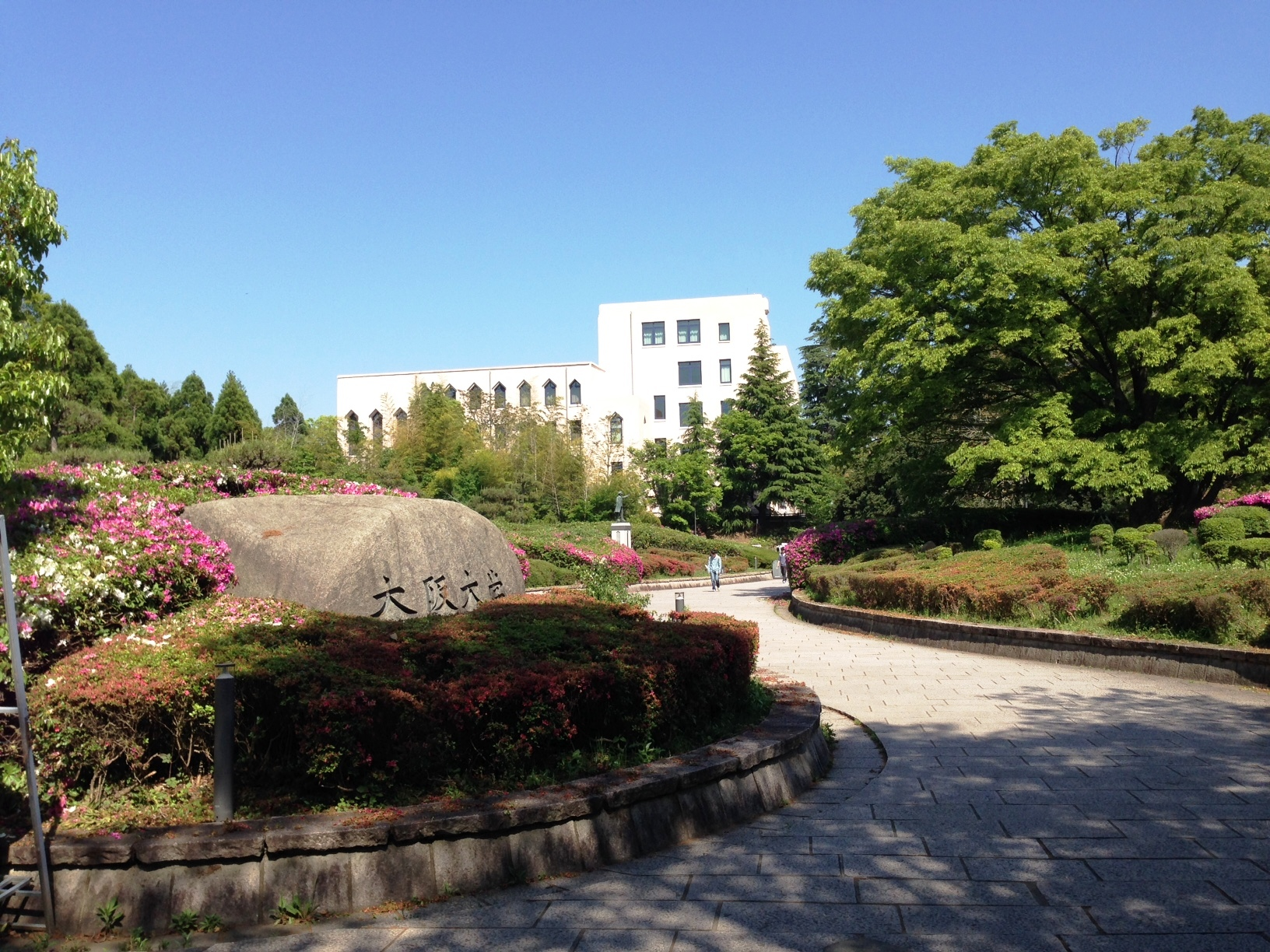
石橋口

大阪大学 豊中キャンパス（おおさかだいがく とよなかキャンパス）は、大阪府豊中市待兼山町に所在する大阪大学のキャンパスの一つである。

## 概要
全学共通教育を担当する全学教育推進機構とその講義棟が置かれており、学部の新入生は一定期間（学部毎に異なる）豊中キャンパスに通うことになる。サークル活動の拠点となる諸施設が設置されており、3つのキャンパスの中で最もサークル活動が盛んである。課外活動オリエンテーションも本キャンパスで実施される。
土地面積は440,337.24m2。公的文書等では「豊中団地」と称される。

## 歴史
豊中キャンパスは待兼山の大阪医科大学予科校舎に始まる。予科跡地に大阪府立浪速高等学校が設立された。同校は、戦後に大阪工業専門学校との等価交換により国に移管されて一般教養部北校となり、現在の豊中キャンパスの土台となっている。同予科跡地には1932年に大阪帝国大学医学部附属医院石橋分院が設置された。この分院は1968年に廃止されたが、建物は大阪大学医療技術短期大学部本館を経て、大阪大学総合学術博物館（待兼山修学館）として改装され、現在に至る。キャンパス内に残された大阪帝国大学時代の建物は、これがほぼ唯一のものである。
現在キャンパスのシンボルとなっている大阪大学会館は、浪速高等学校の高等科本館として1929年に竣工したもので、ネオゴシック様式を持った学内最古の建物であり、2004年に国の登録有形文化財となった。
キャンパスは池の埋め立てや待兼山に連なる丘陵部の造成により徐々に拡張、整備され、その過程でマチカネワニの化石も発掘された。整備が一通り落ち着いた後、長らく経年劣化等により古びた学舎群となっていたが、2000年代になって研究棟や福利棟の建て替えや改装、新築が進んでいる。現在のキャンパス内には中山池、乳母谷池、待兼池の三つが残っており、時折、釣り人の姿も見られる。

## 構内

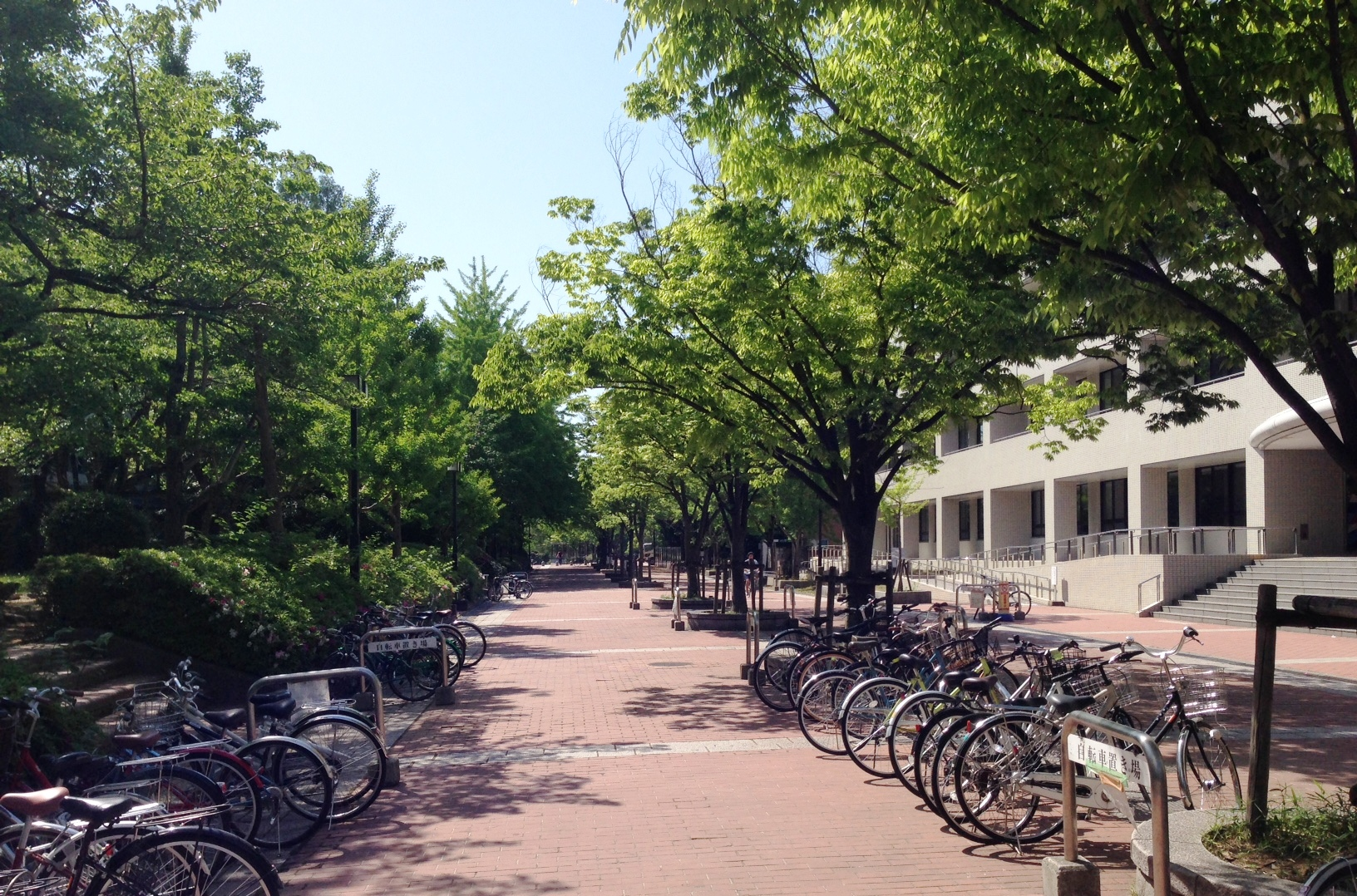
構内メインストリート

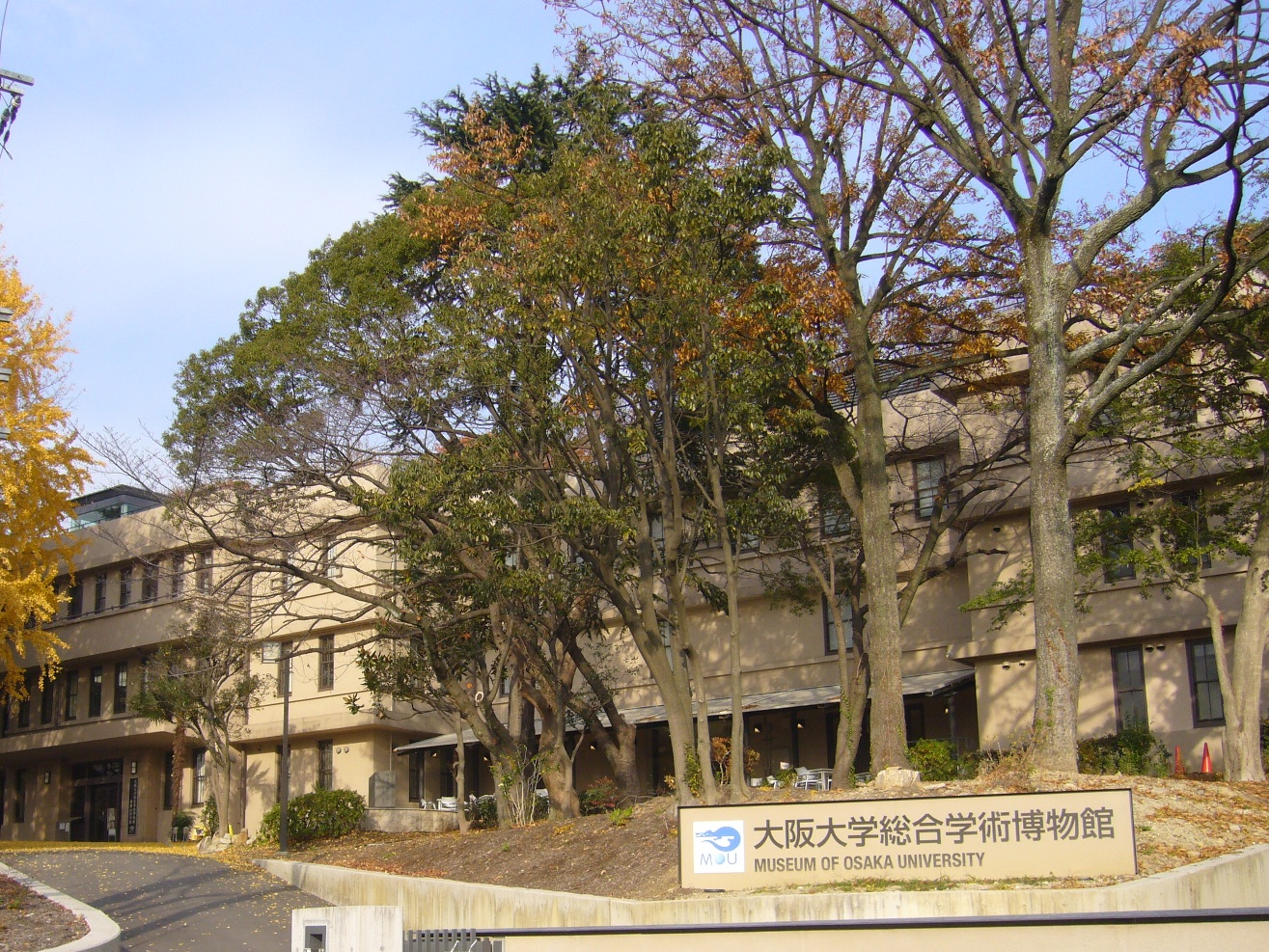
総合学術博物館

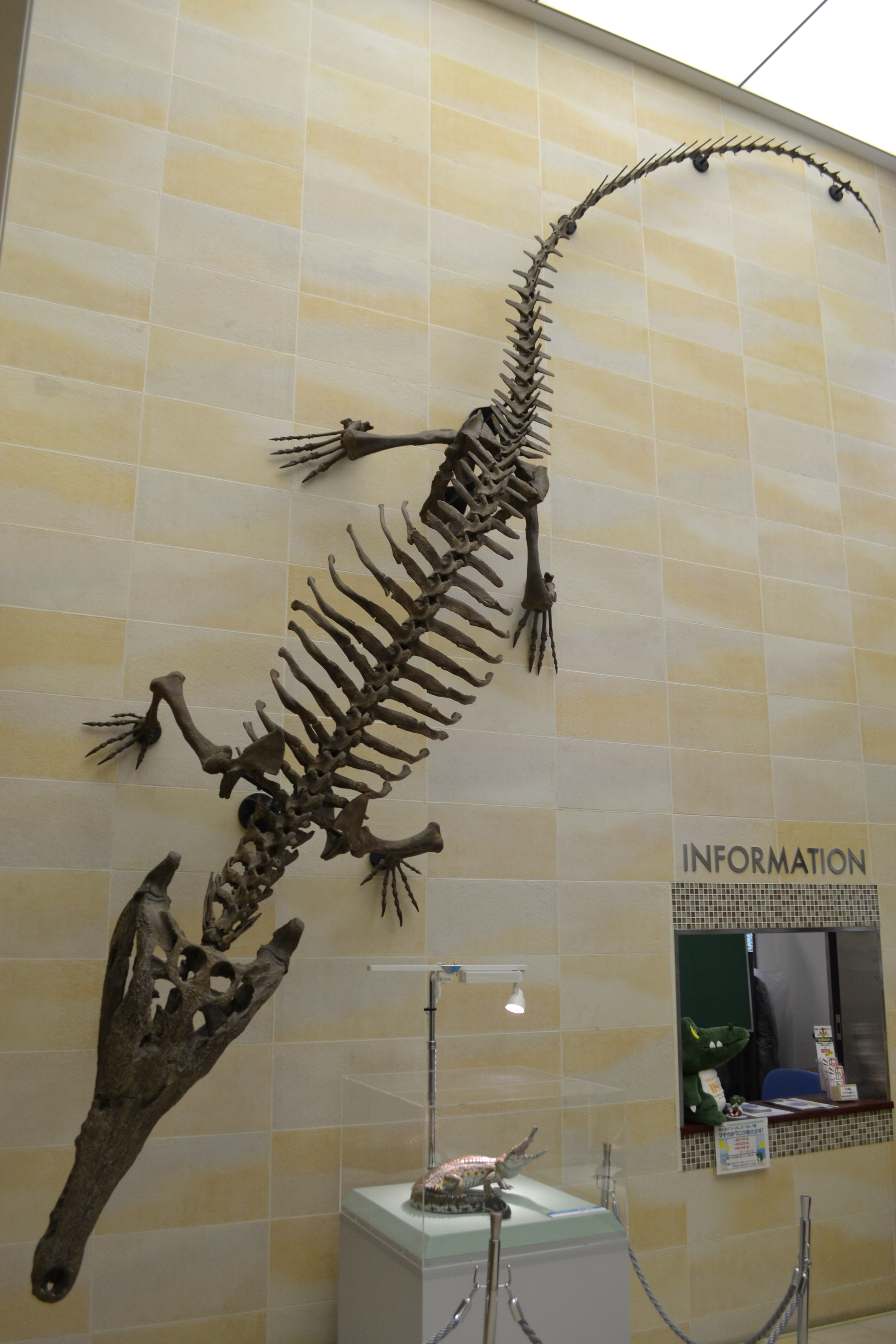
総合学術博物館に展示されているマチカネワニのレプリカ

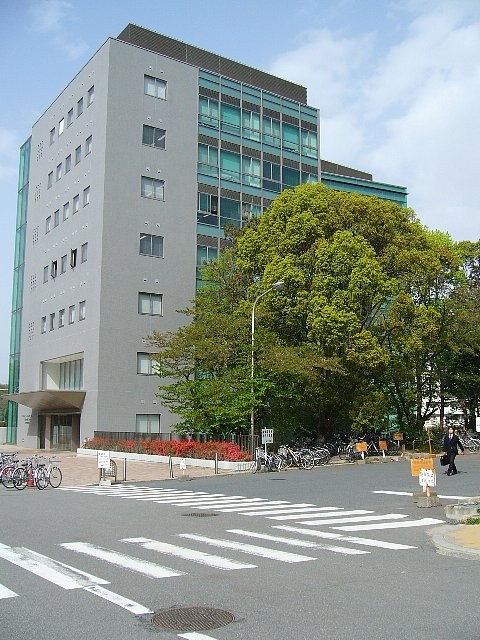
サイバーメディアセンター 豊中教育研究棟

- 使用学部：文学部、法学部、経済学部、理学部、基礎工学部
- 使用研究科：人文学研究科、法学研究科、経済学研究科、理学研究科、基礎工学研究科、国際公共政策研究科、高等司法研究科、情報科学研究科、生命機能研究科
- 使用附属施設：大阪大学附属図書館総合図書館、科学教育機器リノベーションセンター、大阪大学総合学術博物館など
- 交通アクセス：大阪高速鉄道大阪モノレール線柴原阪大前駅から徒歩約7～15分、阪急電鉄宝塚本線・箕面線石橋阪大前駅東口から徒歩約15～25分

- 正門
  - 自動車入構管理ゲート有り
  - 至近：理学部・理学研究科
  - 大阪中央環状線阪大前北/南交差点に面している。普段自動車で入構できる唯一の門である。西側に大学名を刻んだオベリスク様の石柱が立てられている。
- 柴原口
  - 歩行者通用門
  - 至近：ラジオアイソトープ総合センター分館、理学部、理学研究科
  - 大阪中央環状線に面しており、柴原阪大前駅に近い。
  - 従来は簡素な出入口だったが、2012年に整備が行われ、より駅に近い所に新しい出入口が作られた。従来の出入口も整備され、引き続き使用可能である。
- 石橋口
  - 歩行者通用門
  - 至近：総合学術博物館・大阪大学会館
  - 石橋阪大前駅に近く、阪大坂を下った場所には駐輪場もあるため、歩行者通行の多い門である。入構管理ゲートがある。
  - 大学名を刻んだ大岩があり、待兼山庭園の奥に大阪大学会館が見え、キャンパスのシンボル的景観となっている。
  - 石橋阪大前駅から阪大坂を登ると、ここにたどり着く。その坂道も正確には「大阪大学歩行者用通路」と呼ばれ、大学の構内である。
  - 石橋阪大下交差点（通称「坂下（さかした）」）から阪大坂を少し進むと、大学名とモットーを刻んだ門柱のような岩があり、博物館もすぐ奥に見える。しかし、講義室や研究室は、さらに500m以上先の山の上である。
- 東口
  - 歩行者通用門
  - 至近：附属図書館総合図書館、サイバーメディアセンター豊中教育研究棟、国際交流会館
  - 国際交流会館の脇にある。清明寮にはこの門が近く、門を出て南に行けば柴原阪大前駅に着く。市道に出た所にコンビニエンスストアがあるため、元々は未整備でありながら買い物目的の利用者も多かった。2009年に整備されて公式の門となり、同時にスロープも設置された。なお、当該整備に伴う植栽計画に対して、第19回「緑のデザイン賞」緑化大賞が授与された。
- 刀根山口
  - 歩行者通用門
  - 至近：刀根山寮、待兼山会館
  - 従来からある無名の出入口に2012年に名前が付けられた。出入口内には自動車系クラブの廃車が何台も置かれている。
- 大学会館北口
  - 歩行者通用門
  - 至近：弓道場、大阪大学会館
  - 従来からある無名の出入口に2012年に名前が付けられた。出入口の外は閑静な住宅街である。
- 体育館の裏や極限量子科学研究センターの脇にも無名の歩行者用出入口がある。

## 文化財

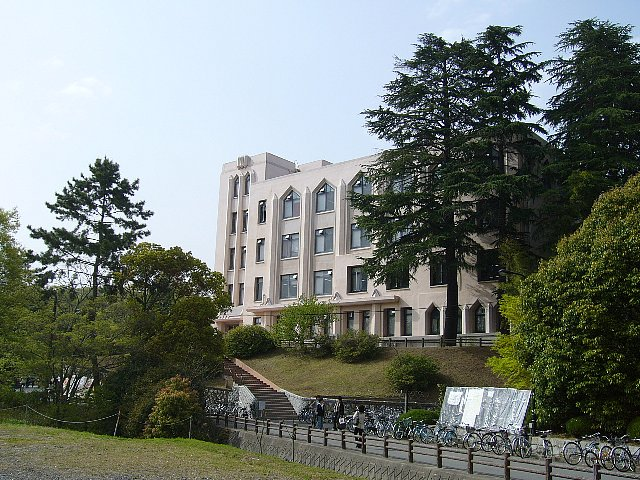
大阪大学豊中キャンパス内の「イ号館」（元・旧制浪速高等学校高等科本館）

待兼山古墳出土品
1938年（昭和13年）、国認定重要美術品に認定。豊中キャンパスの北方にかつて存在していた待兼山古墳は、4世紀築造の前方後円墳。現在は宅地となっているが、待兼山丘陵北縁の尾根上に、前方部を南に向けて立地していたと考えられている。
待兼山遺跡
豊中キャンパス一帯は待兼山遺跡として国の遺跡台帳に登録されている。1983年（昭和58年）、理学部ラジオアイソトープセンター建設工事の際に弥生時代の集落跡が見つかった。1998年（平成10年）に確認された待兼山5号墳は2005年（平成17年）の調査で5世紀後半築造と推定される直径15mの円墳と判明し人物埴輪、馬形埴輪などの一部が出土した。待兼山5号墳は現在駐輪場となっていて、地表に古墳周溝範囲をタイルで標示し、解説板を設置している。
大阪大学会館
イ号館と呼ばれていた。1928年（昭和3年）に旧制浪速高等学校の校舎として建てられ、学制改革により大阪大学に移管。以降、旧教養部の建物として使われた。2004年（平成16年）、国の登録有形文化財建造物に登録。
待兼山修学館
1931年（昭和6年）に大阪大学医学部の前身である、大阪医科大学の附属病院石橋分院として建てられ、近年は、医療技術短期大学部本館として使われていた。豊中キャンパスでは大阪大学会館に次いで2番目に古い建物。2008年（平成10年）に国の登録有形文化財に登録。現在は大阪大学総合学術博物館待兼山修学館展示場として使用。修学館の後方に標高77.3mの待兼山がある。